# MISS YOUR BODY
「MISS YOUR BODY」（ミス・ユア・ボディ）は、globeの17枚目のシングル。1999年3月25日にavex globeから発売された。

## 解説
リミックス・アルバム『FIRST REPRODUCTS』の先行シングル。
フォード「Ka」のキャンペーンソングに起用され、globeは同CMのキャラクターとしても起用された。また当時、小室哲哉の公式サイトにて特別仕様車である「イエローKa」が限定販売されていた。
2曲目に収録の「Live tracks」は、1999年2月に府中の森芸術劇場ふるさとホールで行われた『FIRST REPRODUCTS』制作に関する公開レコーディング（アンプラグドによるライブ）において録音されたもの。

## 収録曲
| 全作詞: KEIKO・MARC、全作曲・編曲: 小室哲哉。 |                                    |               |            |      |
| #                                             | タイトル                           | 作詞          | 作曲・編曲 | 時間 |
| 1.                                            | 「MISS YOUR BODY (Studio tracks)」 | KEIKO ・ MARC | 小室哲哉   | 5:19 |
| 2.                                            | 「MISS YOUR BODY (Live tracks)」   | KEIKO ・ MARC | 小室哲哉   | 5:02 |
| 3.                                            | 「MISS YOUR BODY (Radio Edit)」    | KEIKO ・ MARC | 小室哲哉   | 3:46 |
| 合計時間:                                     | 合計時間:                          | 14:07         |            |      |

クレジット
- Produced : globe
- Mixed : Ken Kessie (#1), Eddie Delena (#2)

## 収録アルバム
MISS YOUR BODY (Studio tracks)
- FIRST REPRODUCTS
- globe decade -single history 1995-2004-